# Leucania nareda
Leucania nareda là một loài bướm đêm trong họ Noctuidae.